# جاش مک‌رابرتز
جاش مک‌رابرتز (انگلیسی: Josh McRoberts، زاده ۲۸ فوریه ۱۹۸۷) یک بازیکن بسکتبال اهل ایالات متحده آمریکا است. وی سابقه بازی در تیم‌هایی همچون ایندیانا پیسرز، لس آنجلس لیکرز، اورلندو مجیک، شارلوت بابکتس و میامی هیت را در کارنامه دارد.